# 繼親
繼親，親屬的一種，指生父與生母離異或父母其中一方逝世後，子女跟隨其中一方，該方再婚後之配偶和孩子之間，以及孩子和再婚配偶自身兒女之間的關係。

## 種類與別稱
對子女而言，父母的再婚配偶就是繼父或繼母。
- 繼父，又稱後父、晚爷；粵語俗稱為「後抵公」。继子女或与亲生子女同样称爸爸，或称叔叔[1]。
- 繼母，又稱後母、晚娘；粵語俗稱為「後抵乸」。继子女或与亲生子女同样称妈妈，或称姨姨[2]。

而繼父母在跟生父或生母婚前與他人（如前任配偶或戀人）所生的孩子，依其性別及年齡大小不同，統稱繼兄弟姐妹；對於再婚配偶，則統稱為繼子女。
相對於「後母」，也有所謂「前母」；前母是再娶妻子所生的子女，對父親先前娶的妻子的稱謂。

## 法律关系
由於繼親並沒有血緣關係，有些國家或地區的法例容許繼親結婚或合法發生性行為，但有些國家則視之為亂倫。另外，有些國家或地區規定，包括继子女在内的繼親，沒有繼承權，例如中華民國民法，繼親之間並無互相繼承之資格，繼子女無權繼承繼父或繼母之遺產，反之亦然，繼父或繼母無權繼承繼子女之遺產。或是在特定情况下，享有继承权。譬如中华人民共和国方面，继子女与继父母形成抚养关系（一是继父母抚养继子女，二是继子女贍養继父母），《中華人民共和國民法典》明文規定「繼父或者繼母和受其撫養教育的繼子女間的權利義務關系，適用本法關于父母子女關系的規定。」因此，有扶養關系的繼子女可继承遗产。
再婚對象如無收養另一方於前婚姻所生子女，則繼父母與繼子女之間不為血親，僅為姻親（配偶的血親、血親的配偶）。

## 繼親關係與相關文化
社会生活中，继父母虐待子女的事件并非罕见。而在文化形象上，相较于继父，不少童話故事、民間故事中的繼母形象都是負面的，常會虐待、傷害繼子女，如《白雪公主》中的壞皇后，《灰姑娘》中的繼母等。俗語「晚娘嘴臉」也是指不友善的態度。中国亦有“有后妈就有后爸”的俗语，认为男性再婚后，会纵容妻子虐待前任所生子女。有鉴于此，“宁要乞丐妈，不要当官爹。”
雖然現實中不乏繼母虐待、傷害繼子女的例子，但也有繼父母把繼子女視如己出，甚至有些較極端的例子會因為怕繼子女不接受自己，於是對繼子女加以照顧、愛護，忽略親生子女。如晉朝人羊祜的母親蔡氏（蔡邕之女，蔡琰之妹），就因為照顧繼子而忽略了自己親生的長子，令長子夭折。亦有些怕被人指虐待繼子女，於是對繼子女過度溺愛、縱容，對親生子女則較為嚴厲，結果影響親子關係，也令兄弟姊妹間產生矛盾。
收養親子關係以及繼親關係也是不少電影的主題，例如1998年的《親親小媽》，以及2009年的奧斯卡獲獎電影《攻其不備》即是描述這類的關係。
此外，繼親之間的戀愛和性關係也常用作文學、戲劇、動漫、色情片的題材。